# Podocarpus chinensis
Podocarpus chinensis é uma espécie de conífera da família Podocarpaceae.
Pode ser encontrada nos seguintes países: China, Japão e Myanmar.